# 3272 Тілландс
3272 Тілландс (3272 Tillandz) — астероїд головного поясу, відкритий 24 лютого 1938 року.
Тіссеранів параметр щодо Юпітера — 3,624.
Названо на честь шведського ботаніка Еліаса Тілліндса (швед. Elias Tillandz, 1640-1693).